# Котята бонсай
Котята бонсай (англ. Bonsai Kitten) — сайт-мистификация, на котором были приведены «инструкции» о том, как вырастить котёнка в банке, чтобы по мере роста котёнка его кости сформировались в форме банки, во многом подобно тому, как выращиваются растения бонсай. Он был создан студентом университета Массачусетского технологического института под псевдонимом доктор Майкл Вонг Чанг. Сайт вызвал фурор после того, как представители общественности обратились с жалобами в организации по защите прав животных. Мичиганское общество по предотвращению жестокого обращения с животными (MSPCA) заявило, что «хотя содержание сайта может быть подделкой, оно может привести к учащению случаев жестокого обращения с животными». Хотя веб-сайт был закрыт некоторое время назад, петиции о закрытии сайта или отправке жалобы его провайдеру все ещё распространяются. Веб-сайт был разоблачен несколькими организациями, включая Snopes.com и Общество защиты животных Соединенных Штатов.

## Запуск сайта
30 октября 2000 года сайт BonsaiKitten.com был назван «Самым жестоким сайтом дня» на веб-сайте Cruel.com. Когда это вызвало жалобы, Cruel.com удалил ссылки на BonsaiKitten.com. Однако впоследствии, когда ссылки на веб-сайт BonsaiKitten.com распространились по всему миру, многие взволнованные любители животных направили жалобы в Институт защиты животных и Общество защиты животных Соединенных Штатов. Группы защитников животных заявили, что сайт BonsaiKitten.com является мистификацией. URL сайта вызвал критику, которая заставила его первоначального хостера, MIT, удалить его.

## Описание мистификации

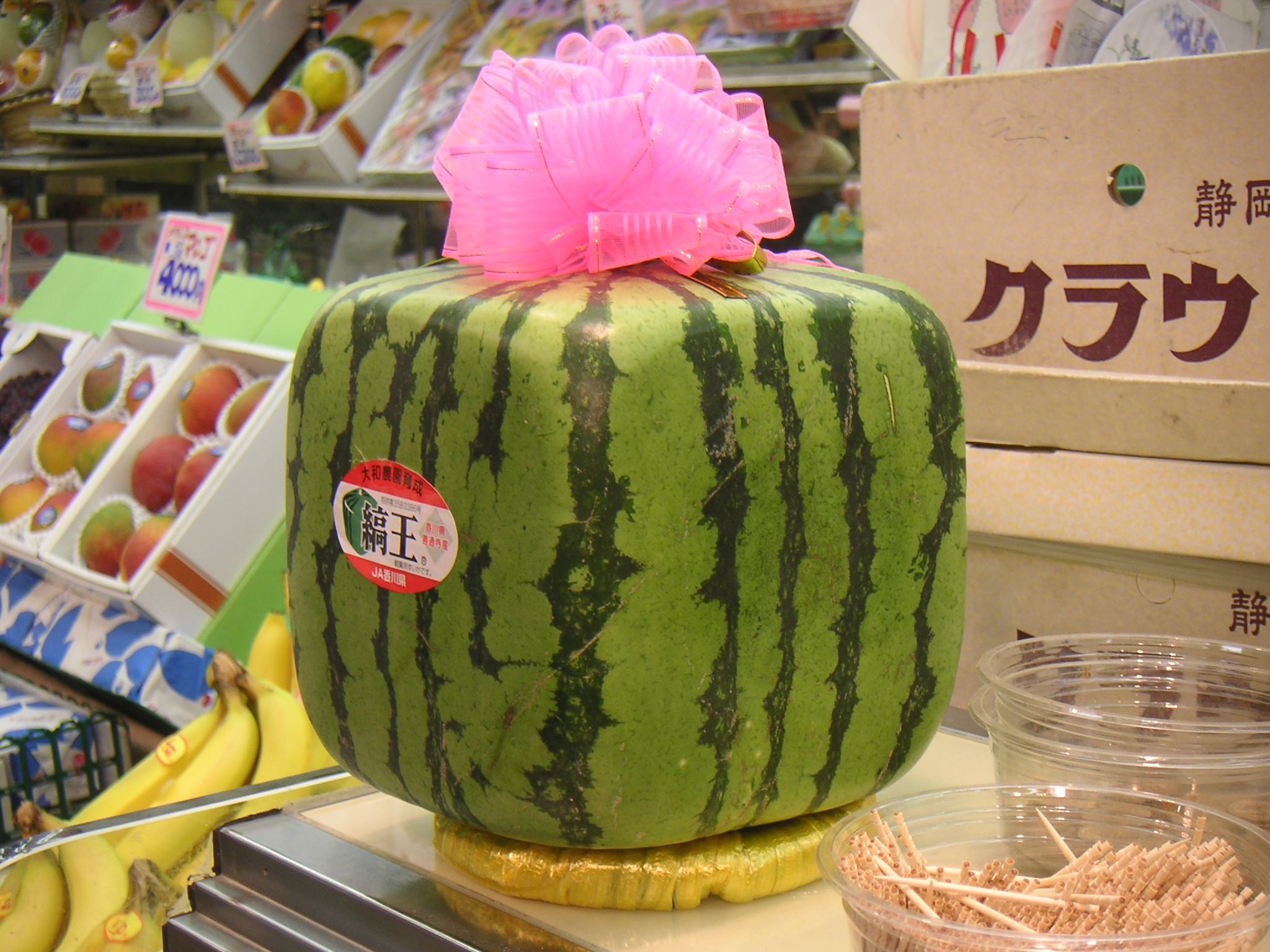
Кубический арбуз. Позже создатель сайта сказал, что такой арбуз оказал большое влияние на создание BonsaiKitten.com. (Кубические арбузы выращивают в банках, чтобы придать им такую форму.)

На фотографиях на сайте BonsaiKitten.com изображены котята в банках, представленные в качестве реальных примеров «утраченного искусства». Суть мистификации, согласно «доктору Чангу», заключается в том, что мир все чаще рассматривает природу как товар, поэтому такой сайт вполне может быть востребован. Обман привлек большое внимание как «Самый жестокий сайт дня» 22 декабря 2000 года и постоянно подвергался суровому осуждению со стороны организаций по защите прав животных; после того, как сотни людей ежедневно жаловались им, они заявили, что даже если котенок бонсай подделка, то она «поощряет жестокое обращение с животными».
Веб-страница, размещённая на сайте cruel.com, была весьма противоречивой и была быстро удалена. Первоначальные заявления общества гуманного обращения с животными, осуждающие веб-сайт как «поощряющий насилие», вызвали местное расследование, а также объявление ФБР о том, что оно будет расследовать мистификацию. Судебное преследование сайта со стороны ФБР приветствовалось активистами по защите животных, но осуждалось авторитетными веб-специалистами. При расследовании дела BonsaiKitten.com ФБР опиралось на закон, подписанный президентом Биллом Клинтоном в 1999 году. Атака на сайт BonsaiKitten.com привела к переезду сайта, который сменил провайдера ещё два раза, прежде чем окончательно разместиться на серверах Rotten.com. Поскольку веб-сайт все ещё хранится на некоторых зеркалах, на него продолжают поступать жалобы от активистов по защите прав животных.
Шумиха вокруг сайта, вызванная организациями по защите прав животных, была несколько компенсирована их постоянными заявлениями о том, что сам сайт является мистификацией. Они заявляют об этом с 2001 года.

### После 2000 года
С 2000 года такие группы, как Институт защиты животных и Гуманитарное общество Соединенных Штатов, получили сотни жалоб на сайт. Группы защитников животных объявили сайт поддельным, но заявили, что считают его потенциально опасным. Другие группы по защите прав животных заявили, что сайт создает атмосферу жестокого обращения с животными. На сегодняшний день нет никаких доказательств того, что сайт представляет собой нечто большее, чем мистификация. Власти различного уровня посоветовали людям прекратить отправку форм жалоб по электронной почте.
В настоящее время зеркала оригинального BonsaiKitten.com располагаются на многих сайтах. Характер информации и её представление на этих сайтах вызывает раздражение у многих активистов по защите прав животных. Bonsai Kitten продолжает обновляться, но нечасто и незначительно; например, недавние добавления на сайт посвящены исследованиям, показывающим, что помет котенка вызывает повреждение головного мозга. Веб-сайт заявляет, что это повышает практическую ценность искусства котят бонсай.

### История спора
Споры вокруг сайта BonsaiKitten.com начались сразу после его создания. Они продолжаются до сих пор и были объектом многочисленных спам-рассылок с петициями по электронной почте. Для своего распространения эти рассылки полагаются на аудиторию, часто не знающую английского языка. Таким образом, эти петиции часто распространяются через Интернет в неанглоязычных странах . Blues News также предоставили ссылку на сайт, которая вскоре после этого была удалена после поступления жалоб на сайт и его контент.